# بنفسج تركستاني
بنفسج تركستاني (الاسم العلمي: Viola turkestanica) هو نوع من النباتات يتبع جنس البنفسج من فصيلة البنفسجية.